# 都筑站

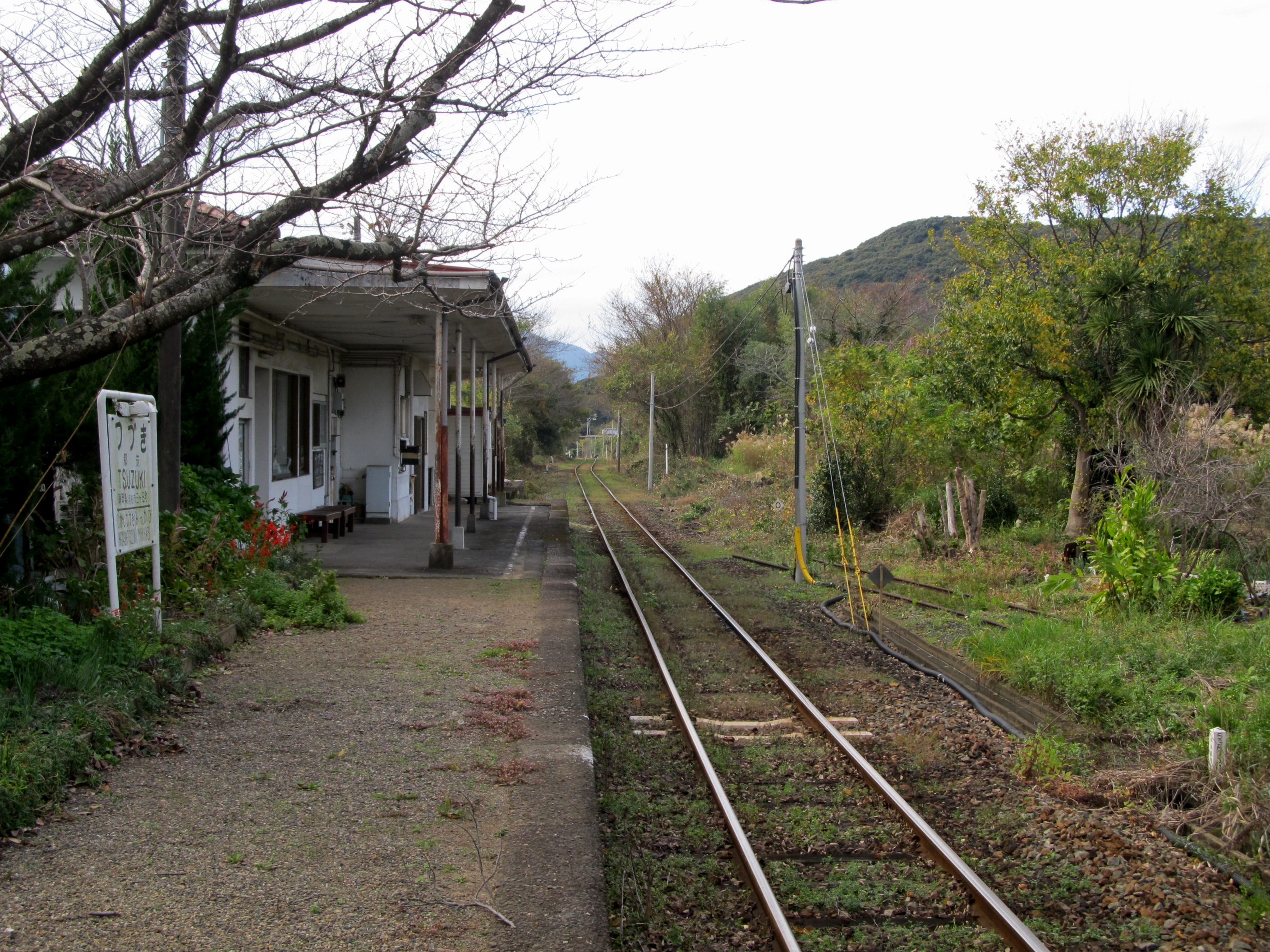
月台(2022年12月)

都筑站（日语：／ Tsuzuki eki */?）是位於靜岡縣濱松市濱名區三日町都筑1789番3號，天龍濱名湖鐵道的天龍濱名湖線車站。

## 歷史
此站曾經設有貨物業務，並設有分支線遺蹟。另外，大樓內在麵包店開業前是一間魚店。
- 1938年（昭和13年）4月1日 - 國鐵二俁西線（後來為二俁線）三日站至金指站之間開通，此站啟用。為旅客和貨物車站。
- 1962年（昭和37年）8月21日 - 結束貨物起卸業務。
- 1970年（昭和45年）6月1日 - 結束行李、小行李起卸業務，同時成為無人車站。
- 1987年（昭和62年）3月15日 - 二俁線由天龍濱名湖鐵道接管，成為天龍濱名湖鐵道車站。

## 車站構造
車站是一座地面車站，設有1面1線的單式月台。在二俁線時代，此站曾經設有2面2線的相對式月台。
此站是無人車站。車站大樓與月台位於同一平面上，沒有梯級差。大樓內設有麵包店。站前設有象形廁所。

## 使用狀況
以下為近年1日平均乘車人次
| 乘車人次變化 | 乘車人次變化      |
| 年度         | 一日平均 乘車人次 |
| ------------ | ----------------- |
| 2008         | 62                |
| 2009         | 55                |
| 2010         | 52                |
| 2011         | 51                |
| 2012         | 45                |
| 2013         | 54                |
| 2014         | 51                |
| 2015         | 52                |
| 2016         | 66                |
| 2017         | 56                |
| 2018         | 52                |

## 車站周邊
車站附近較多住宅。
- 濱松市立都筑保育園
- 國道362號（日语：国道362号）
- 東名高速道路
- 遠鐵巴士（日语：遠鉄バス）野地巴士站

## 相鄰車站
天龍濱名湖鐵道
天龍濱名湖線
東都筑－都筑－三日

## 注腳
1. ↑  濱松市統計書

## 外部連結
- 都筑站 （页面存档备份，存于）（日語） - 天龍濱名湖鐵道株式會社